# Partido di Salliqueló
Il partido di Salliqueló è un dipartimento (partido) dell'Argentina facente parte della provincia di Buenos Aires. Il capoluogo è Salliqueló.